# Genova 1893 Circolo del Calcio 1929-1930
Questa pagina raccoglie i dati riguardanti il Genova 1893 Circolo del Calcio nelle competizioni ufficiali della stagione 1929-1930.

## Stagione
In campionato ottenne il secondo posto finale, qualificandosi in Coppa Europa Centrale, mentre nella Coppa Europa Centrale 1929 i rossoblu furono eliminati ai quarti di finale.

## Divise
- La maglia per le partite casalinghe presentava i colori attuali (anche se la dicitura ufficiale era rosso granato e blu) ma a differenza di oggi il blu era posizionato a destra.

## Organigramma societario
Area direttiva
- Presidente: Vincent Ardissone

Area tecnica
- Allenatore: Renzo De Vecchi

## Rosa
| N. |                   | Ruolo | Calciatore                  |
| -- | ----------------- | ----- | --------------------------- |
|    | Italia (bandiera) | P     | Manlio Bacigalupo           |
|    | Italia (bandiera) | P     | Enrico Carzino              |
|    | Italia (bandiera) | P     | Giovanni De Prà             |
|    | Italia (bandiera) | D     | Ottavio Barbieri (Capitano) |
|    | Italia (bandiera) | D     | Amilcare Gilardoni          |
|    | Italia (bandiera) | D     | Umberto Lombardo            |
|    | Italia (bandiera) | D     | Daniele Moruzzi             |
|    | Italia (bandiera) | D     | Giuseppe Spigno             |
|    | Italia (bandiera) | C     | Angelo Albertoni            |
|    | Italia (bandiera) | C     | Ercole Bodini               |

| N. |                   | Ruolo | Calciatore               |
| -- | ----------------- | ----- | ------------------------ |
|    | Italia (bandiera) | C     | Luigi Burlando           |
|    | Italia (bandiera) | C     | Ottorino Casanova        |
|    | Italia (bandiera) | C     | Mario Parodi             |
|    | Italia (bandiera) | C     | Giovanni Puerari         |
|    | Italia (bandiera) | A     | Vittorio Ansaldo         |
|    | Italia (bandiera) | A     | Elvio Banchero           |
|    | Italia (bandiera) | A     | Giovanni Chiecchi        |
|    | Italia (bandiera) | A     | Virgilio Felice Levratto |
|    | Italia (bandiera) | A     | Alfredo Notti            |
|    | Italia (bandiera) | A     | Quinto Rosso             |

## Risultati

### Serie A

#### Girone d'andata
| Arbitro: | Carraro (Padova) |

|                                  |           |                                      |
| Bajardi 3’ Santagostino 54’, 62’ | Marcatori | 5’, 31’ Chiecchi 36’ (aut.) Ferraris |

| Arbitro: | Barlassina (Novara) |

|                         |           |  |
| Chiecchi 34’ Bodini 65’ | Marcatori |  |

| Arbitro: | Turbiani (Ferrara) |

|  |           |              |
|  | Marcatori | 76’ Banchero |

| Arbitro: | Giorgi (Milano) |

|            |           |  |
| Bodini 22’ | Marcatori |  |

| Arbitro: | Casetta (Milano) |

|                            |           |             |
| Carnevali 39’ Manzotti 52’ | Marcatori | 86’ Moruzzi |

| Arbitro: | Mattea (Torino) |

|               |           |                           |
| Subinaghi 45’ | Marcatori | Banchero 17’ Levratto 52’ |

| Arbitro: | Barlassina (Novara) |

|                        |           |                     |
| Casanova 25’ Notti 75’ | Marcatori | 37’ (aut.) Lombardo |

| Arbitro: | Malagodi (Ferrara) |

|  |           |                        |
|  | Marcatori | 73’ Levratto 82’ Notti |

| Arbitro: | U..Gama (Milano) |

|                                                                                        |           |  |
| Lamon 20’ (aut.) Casanova 27’, 59’ Notti 39’, 78’ Bodini 47’ Banchero 56’ Levratto 79’ | Marcatori |  |

| Arbitro: | Giorgi (Milano) |

|                               |           |  |
| Benatti 10’ Chini Ludueña 75’ | Marcatori |  |

| Arbitro: | Caironi (Milano) |

|                           |           |  |
| Casanova 65’ Banchero 68’ | Marcatori |  |

| Arbitro: | Bruna (Venezia) |

|              |           |  |
| Banchero 88’ | Marcatori |  |

| Arbitro: | Rovida (Milano) |

|           |           |                          |
| Ghisi 47’ | Marcatori | 11’ Puerari 54’ Banchero |

| Torino 19 gennaio 1930 14ª giornata | Juventus            | 0 – 0 referto | Genova 1893 | Campo Juventus\| Arbitro: \| Barlassina (Novara) \| |
| Arbitro:                            | Barlassina (Novara) |               |             |                                                     |

| Arbitro: | Mattea (Torino) |

|              |           |                                              |
| Banchero 60’ | Marcatori | 20’ (rig.) Rivolta 48’, 84’ Meazza 55’ Conti |

| Arbitro: | Gonani (Ravenna) |

|                        |           |              |
| Palandri 26’, 44’, 83’ | Marcatori | 22’ Banchero |

| Arbitro: | Carraro (Padova) |

|                           |           |                                 |
| Levratto 43’ Chiecchi 89’ | Marcatori | 6’ Sternisa 65’ (aut.) Lombardo |

#### Girone di ritorno
| Arbitro: | Giorgi (Milano) |

|                     |           |  |
| Levratto 74’ (rig.) | Marcatori |  |

| Arbitro: | Caironi (Milano) |

|                            |           |  |
| Spivach 9’, 76’ Ziroli 70’ | Marcatori |  |

| Arbitro: | P.Barlassina (Novara) |

|                                                            |           |                       |
| Levratto 36’ Bodini 39’ Puerari 49’, 79’, 89’ Banchero 68’ | Marcatori | 12’ Rossi 62’ Colombo |

| Arbitro: | Barlassina (Novara) |

|                |           |              |
| Baloncieri 41’ | Marcatori | 82’ Banchero |

| Arbitro: | Malagodi (Milano) |

|                          |           |                       |
| Banchero 71’ Ansaldo 82’ | Marcatori | 2’ Aimi 87’ Piccaluga |

| Arbitro: | Mastellari (Bologna) |

|                  |           |            |
| Casanova 21’ 24’ | Marcatori | Bodini 75’ |

| Arbitro: | Carraro (Padova) |

|  |           |                           |
|  | Marcatori | 53’ Banchero 84’ Casanova |

| Arbitro: | Tassinari (Firenze) |

|                        |           |              |
| Levratto 26’ Notti 89’ | Marcatori | 2’ Ostromann |

| Padova 5 maggio 1930 26ª giornata | Padova           | 0 – 0 referto | Genova 1893 | Stadio Silvio Appiani\| Arbitro: \| Caironi (Milano) \| |
| Arbitro:                          | Caironi (Milano) |               |             |                                                         |

| Arbitro: | Barlassina (Novara) |

|                               |           |                   |
| Puerari 19’ Levratto 38’, 77’ | Marcatori | 28’ Chini Ludueña |

| Arbitro: | Mattea (Torino) |

|  |           |             |
|  | Marcatori | 6’ Banchero |

| Arbitro: | Mastellari (Bologna) |

|                                |           |                     |
| Moretti 7’ 20’ 40’ Frisoni 75’ | Marcatori | 81’ (rig.) Levratto |

| Arbitro: | Gonani (Ravenna) |

|                          |           |                      |
| Banchero 43’ Puerari 46’ | Marcatori | 66’ Vojak 81’ Roggia |

| Arbitro: | Barlassina (Novara) |

|                           |           |  |
| Banchero 79’ Levratto 89’ | Marcatori |  |

| Arbitro: | Carraro (Padova) |

|                      |           |                             |
| Meazza 22’, 30’, 53’ | Marcatori | 4’, 28’ Levratto 14’ Bodini |

| Arbitro: | Gonani (Ravenna) |

|                           |           |  |
| Levratto 41’ Banchero 59’ | Marcatori |  |

| Arbitro: | Mattea (Torino) |

|  |           |                           |
|  | Marcatori | 75’ Levratto 86’ Banchero |

### Coppa dell'Europa Centrale

#### Quarti di finale
| Arbitro: | Ladislav Štépanovský |

|              |           |          |
| Banchero 52’ | Marcatori | 60’ Luef |

| Arbitro: | Paul Ruoff |

|                                                                   |           |             |
| Kirbes 8’ Luef 16’ Kaburek 58’ Weselik 76’, 81’ (rig.) Wesely 83’ | Marcatori | 3’ Levratto |

## Statistiche

### Statistiche di squadra
| Competizione | Punti | In casa | In casa | In casa | In casa | In casa | In casa | In trasferta | In trasferta | In trasferta | In trasferta | In trasferta | In trasferta | Totale | Totale | Totale | Totale | Totale | Totale | DR  |
| Competizione | Punti | G       | V       | N       | P       | Gf      | Gs      | G            | V            | N            | P            | Gf           | Gs           | G      | V      | N      | P      | Gf     | Gs     | DR  |
| ------------ | ----- | ------- | ------- | ------- | ------- | ------- | ------- | ------------ | ------------ | ------------ | ------------ | ------------ | ------------ | ------ | ------ | ------ | ------ | ------ | ------ | --- |
| Serie A      | 48    | 17      | 13      | 3       | 1       | 41      | 16      | 17           | 7            | 5            | 5            | 22           | 23           | 34     | 20     | 8      | 6      | 63     | 39     | +24 |

### Statistiche dei giocatori
| Giocatore     | Serie A  | Serie A |
| Giocatore     | Presenze | Reti    |
| ------------- | -------- | ------- |
| A. Albertoni  | 32       | 0       |
| V. Ansaldo    | 4        | 1       |
| M. Bacigalupo | 10       | -15     |
| E. Banchero   | 32       | 17      |
| O. Barbieri   | 31       | 0       |
| E. Bodini     | 27       | 5       |
| L. Burlando   | 4        | 0       |
| E. Carzino    | 1        | 0       |
| O. Casanova   | 26       | 7       |
| G. Chiecchi   | 10       | 4       |
| G. De Prà     | 23       | -24     |
| A. Gilardoni  | 13       | 0       |
| V. Levratto   | 33       | 15      |
| U. Lombardo   | 33       | 0       |
| D. Moruzzi    | 18       | 1       |
| A. Notti      | 8        | 5       |
| M. Parodi     | 22       | 0       |
| G. Puerari    | 29       | 6       |
| Q. Rosso      | 1        | 0       |
| G. Spigno     | 17       | 0       |